# Sankt Wolfgang (Velburg)
Sankt Wolfgang ist ein amtlich benannter Ortsteil der Stadt Velburg im Landkreis Neumarkt in der Oberpfalz in Bayern.

## Geographische Lage
Das Dorf liegt ca. 1,5 km nordöstlich der Stadt Velburg im Oberpfälzer Jura der Frankischen Alb auf ca. 542 m ü. NHN in einer Senke zwischen dem Hohllochberg (622 m ü. NHN) und dem Hohlsteinberg (630 m ü. NHN).

## Verkehr
Sankt Wolfgang liegt an der Kreisstraße NM 43. Etwa 600 m nordöstlich des Ortes mündet diese Kreisstraße in die Kreisstraße NM 36.

## Geschichte
Das Dorf ist erstmals in einem Urbar der Herrschaft Velburg von ca. 1231 bis 1237 als „Holnsteine“ verzeichnet. 1285 besteht es aus 2 Höfen, 2 Huben und 3 Lehen, hauptsächlich im Besitz der Parsberger, 1 Hof und Lehen im Besitz der Wolfsteiner bzw. Ettenstatter. Spätestens seit dem 16. Jahrhundert hatte auch das Kloster Kastl Untertanen in Holnstein. Am Ende des Alten Reiches, um 1800, bestand Holnstein/St. Wolfgang aus fünf Anwesen des Amtes Velburg.
Im Königreich Bayern (1806) wurden nach einer Verordnung vom 13. Mai 1808 Steuerdistrikte gebildet, darunter der Steuerdistrikt Sankt Wolfgang im Landgericht Parsberg, dem die Ortschaften Sankt Wolfgang, Sankt Colomann, Helmsricht, Grünthal/Richterhof und Sommertshof zugeteilt waren. Mit dem zweiten Gemeindeedikt von 1818 entstand daraus die Ruralgemeinde Sankt Wolfgang, aber bereits 1830 wurde diese Gemeinde mit der Gemeinde Reichertswinn vereinigt. Dabei blieb es bis zur Gebietsreform in Bayern, als die Gemeinde Reichertswinn  und damit auch das Dorf St. Wolfgang am 1. April 1971 nach Velburg eingemeindet wurden.

### Einwohnerzahlen
Das Dorf hatte
- 1836 36 Einwohner, 7 Häuser,[5]
- 1867 40 Einwohner, 16 Gebäude,[6]
- 1871 41 Einwohner, 17 Gebäude, im Jahr 1873 einen Großviehbestand von 2 Pferden und 45 Stück Rindvieh,[7]
- 1900 28 Einwohner, 7 Wohngebäude,[8]
- 1925 36 Einwohner, 6 Wohngebäude,[9]
- 1938 36 Einwohner (nur Katholiken),[10]
- 1950 28 Einwohner, 7 Wohngebäude,[11]
- 1987 28 Einwohner, 7 Wohngebäude.[12]

Heute sind 9 Hausnummern vergeben. 

### Kirchliche Verhältnisse
St. Wolfgang gehörte bis 1574 zur Pfarrei Oberweiling, dann zur (neuen) Pfarrei Velburg im Bistum Eichstätt. Für die (Filial-)Kirche St. Wolfgang waren Kapläne zuständig. Die 1467 im gotischen Stil errichtete, 1757 barock umgestaltete (ehemalige) Wallfahrtskirche St. Wolfgang mit heute drei spätgotischen Altären gilt als Baudenkmal.